# 묘산면
묘산면(妙山面)은 대한민국 경상남도 합천군의 면이다.

## 개요
묘산면은 동경 128도 9분, 북위 35도 34분에 위치하고 있으며, 동쪽은 경상북도와 합천읍, 서쪽은 거창군과 봉산면, 남쪽은 합천읍과 봉산면, 북쪽은 야로면과 가야면에 인접해 있다. 산세를 보면 서북쪽은 오도산과 두무산, 동쪽은 만대산과 노태산 남쪽으로는 마령산이 뻗어 있으며, 면중부에 화성산, 샛등산이 자리잡아 넓은 들이 없고 마을주위에 농토가 조금 있는 편이다. 또한 반포 팔심 봉곡리에서 발원된 물이 교동천에서 합류하여 경남북 경계에서 가야산에서 발원된 물과 합류하여 쌍림천으로 흐르는 낙동강의 지류로 타면의 물이 흘러 들어오지 않는 산간오지이다. 교통편은 국도 제24호선과 국도 제26호선이 면의 동, 서, 남으로 연결되어 있어 대구, 거창, 광주, 전주, 진주, 마산, 부산 방면의 모든 버스가 묘산을 경유하는 교통의 요충지였으나 1984년 88고속도로가 개통된 후 버스이용편이 불편해진 상태며 개인 소유 자동차가 많아졌다.

## 연혁
묘산면은 고려시대에 심묘면으로 되었다가 조선시대에는 심묘와 거을산으로 나누어졌다가 1914년 행정구역 개편시 묘산면이 되었다. 묘산면은 합천군 1읍 16면중의 하나인데 본래 합천군의 지역으로서 큰 산이 많으므로 거을산면과 심묘면으로 나뉘어 있다가 1914년 행정구역 개편 시에 상기 2개면과 현내면의 라천, 묵촌 일부와 산어면의 청현동 일부를 병합하여 심묘와 거을산 이름을 따서 묘산면이라 하였다.
- 2012년 7월 25일 : 묘산면 사리를 봉곡리로 명칭 변경

## 행정 구역
- 반포리
- 안성리
- 광산리
- 산제리
- 화양리
- 거산리
- 가산리
- 관기리
- 팔심리
- 도옥리
- 봉곡리

## 교육
- 묘산초등학교
- 묘산중학교